# Burg Takada

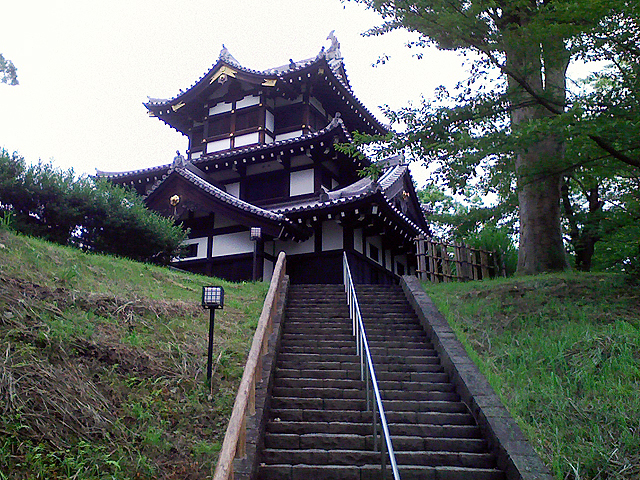
Der Eckturm von innen

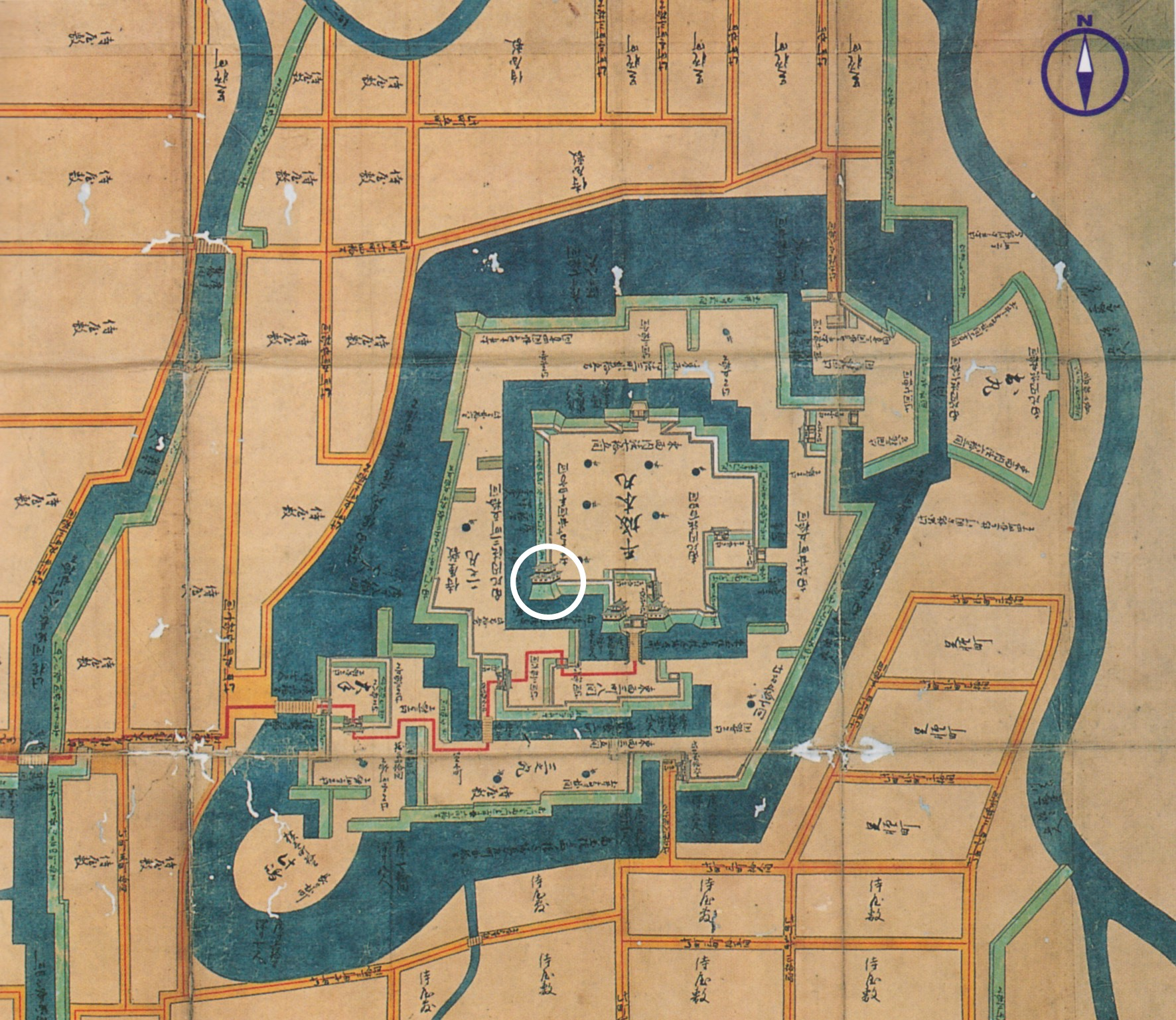
Plan der Burg (Im weißen Kreis der Eckturm)

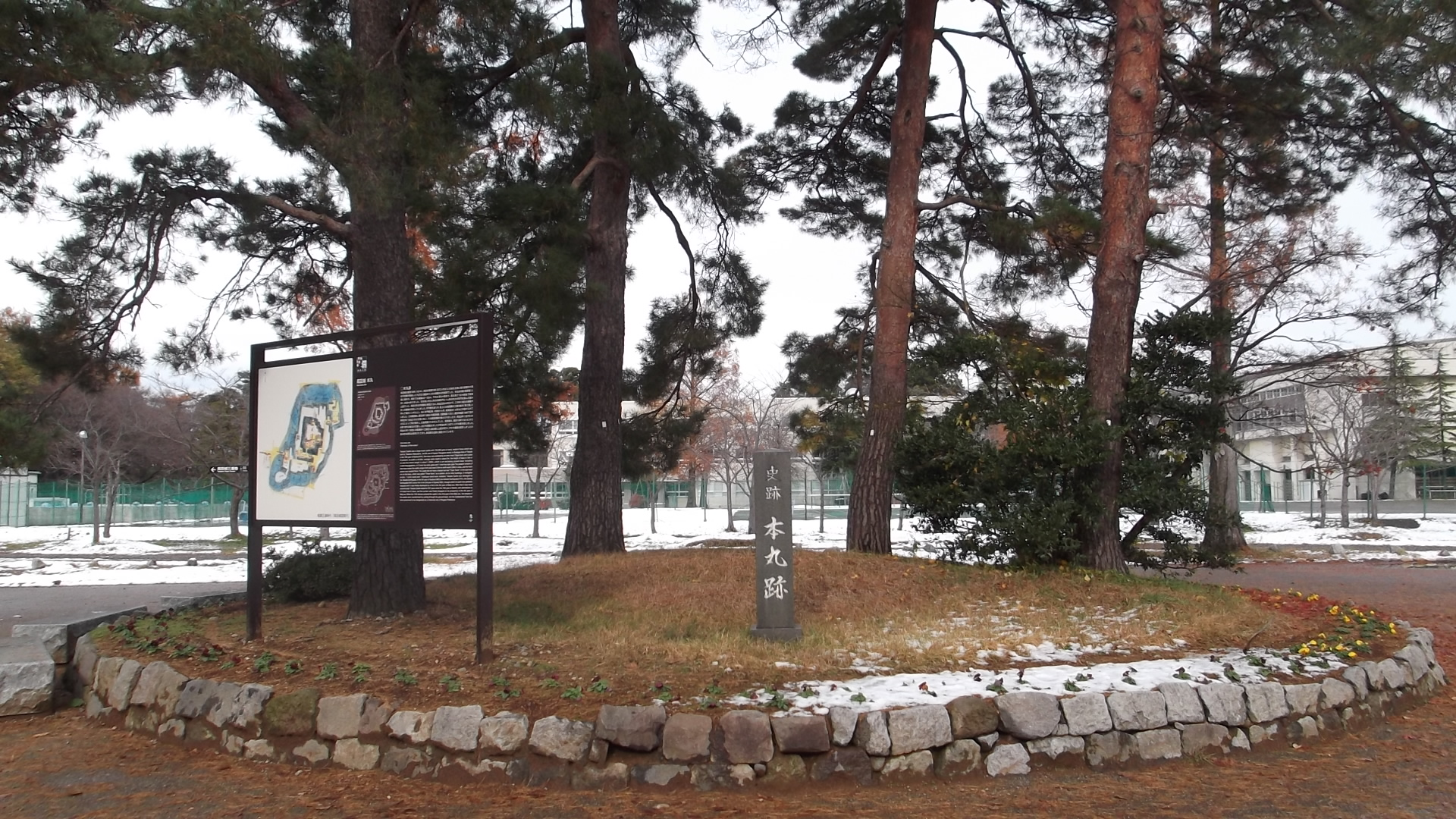
Vor der inneren Burg

Die Burg Takada (japanisch 高田城, Takada-jō) ist eine japanische Burg in Jōetsu in der Präfektur Niigata in Japan.

## Geschichte
Matsudaira Tadateru begann im Jahr 1614 den Bau der Burg unter Aufsicht des Shogunats. Dreizehn Daimyō waren in den Burgbau involviert, der unter der Leitung Date Masamunes stand, dem Schwiegervater Tadaterus. Auch die Daimyō Uesugi Kagekatsu, in Yonezawa residierend, und Maeda Toshitsune, Fürst von Kanazawa, waren an dem Bau beteiligt. Der Platz, der für die Burg ausgewählt wurde, lag in einer Schleife des Flusses Seki in der Ebene Bodaigahara (菩提ヶ原).
Der Burgbau wurde am 15. März 1614 begonnen und bereits nach vier Monaten mehr oder beendet. Dass die Burganlage, die mit den äußeren Gräben mehr als 60 Hektar umfasste, so schnell fertiggestellt werden konnte, lag daran, dass man sich mit Erdwällen begnügte und auch keinen Burgturm (Tenshukaku), also Bergfried errichtete. Stattdessen führte man den Eckturm (yagura) in der Nähe des Haupteinganges dreistöckig aus. Hintergrund für diese Sparmaßnahmen war, dass das Shogunat 1614 sich in der Vorbereitung zur Belagerung der Burg Ōsaka befand und seine Kräfte konzentrieren musste.
In den 1620er Jahren war dann die Burg fertiggestellt, aber bereits 1665 richtete ein Erdbeben große Schäden an. 1751 wurde die Burg wieder von einem Erdbeben heimgesucht, 1802 gingen die Gebäude bis auf Tore und Ecktürme durch Brand verloren.
Nach der Meiji-Restauration gingen alle Gebäude durch Brand oder Abtragung verloren. Im Rahmen der 20-Jahr-Feier der Stadt Jōetsu (1991) entschloss man sich, den Eckturm nach alten Plänen originalgetreu wieder aufzubauen. Die Burganlage ist bekannt für ihre Kirschblüte.

## Burgherren
- 1614: Matsudaira Tadateru (600.000 Koku Einkommen)
- 1616: Sakai Ietsugu (100.000 Koku)
- 1619: Matsudaira Tadamasu (250.000 Koku)
- 1624: Matsudaira Mitsunaga (260.000 Koku) bis 1681, dann Absetzung und Auflösung der Domäne bis 1685
- 1685: Inaba Masamichi (102.000 Koku)
- 1701: Toda Tadazane (67.000 Koku)
- 1710: Matsudaira (Hisamatsu) Sadashige und Nachkommen (110.000 Koku)
- 1741: Sakakibara Masanaga und Nachkommen (150.00 Koku)
  - Masataka (1843–1927) war der letzte Daimyō dieser Familie. Ab der Meiji-Zeit führten die Chefs des Hauses den Titel Vizegraf.